# Pfarrer Bickel
Pfarrer Bickel war ein Pfarrer und Alpinist, dem am 25. Juli 1669 – einer anderen Angabe zufolge 1664 – die erste belegte Besteigung des Großen Widdersteins (2533 m ü. A.) in den Allgäuer Alpen, heute auf der Gemarkung von Mittelberg im Kleinen Walsertal im österreichischen Bundesland Vorarlberg gelang.

## Schröckener Pfarrer und Alpinist

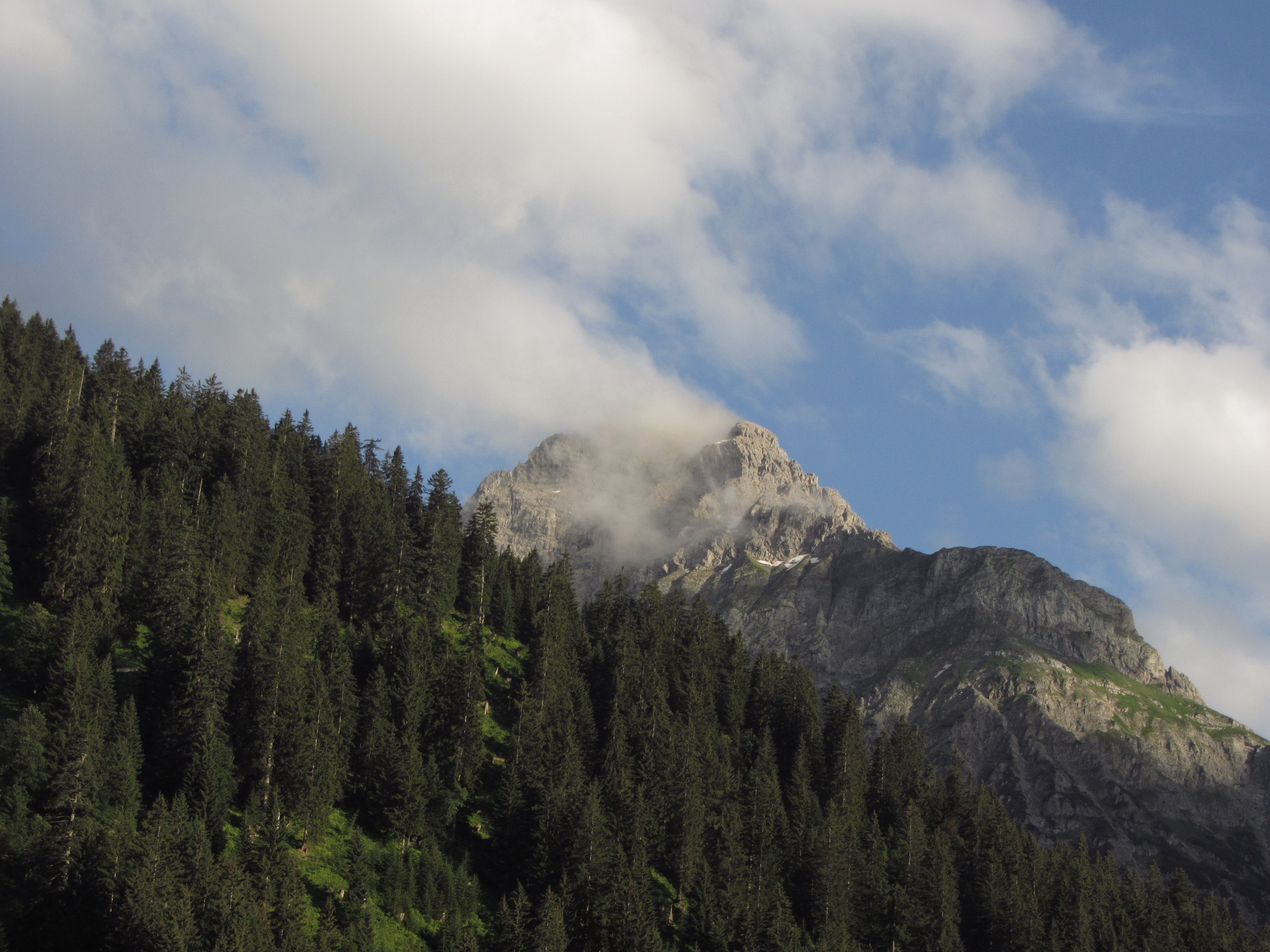
Großer Widderstein 2012

In manchen Quellen wird der Alpinist als Schröckener Pfarrer Peter Bickel oder Pfarrer Peter Bickel aus Schröcken bezeichnet. In Schröcken gab es aber keinen Pfarrer Bickel mit Vornamen Peter in dieser Zeit. Ein Peter Bickel war von 1643 bis 1668 Pfarrer in Gaschurn. In seiner Ausgabe des Sippenbuches von Schröcken, 1490-1906 von 2007 nennt Hans Matschek einen Josef Bickel als Autor eines Notizbuches, „Tagebuch“ genannt. Demnach stammte Bickel „aus Sonntag im Großen Walsertal. Als die Pfarrei 1648 die Selbstständigkeit von der Mutterpfarre Lech erlangte, stand Bickel vor der Aufgabe vor Trauungen ein eventuelles Verwandtschaftsverhältnis der Brautleute festzustellen. ... Pfarrer Bickel war kein Einheimischer ... Bickel starb 1679.“ 2009 korrigiert Matschek den Vornamen in einer weiteren Veröffentlichung auf Sebastian Bickel Herbert Sauerwein und Ferdinand Pfefferkorn nennen als Autor dieses Tagebuches ebenfalls einen Pfarrer Sebastian Bickel (* 1620; † 1679), der dieses von August 1666 bis August 1667 verfasst habe. Dieser Vorname wird auch durch die Pfarrgeschichte verwendet, in der folgende Anekdote überliefert ist:

„Der erste Pfarrherr Sebastian Bickel war rührend um seine Schäfchen besorgt. Er legte die Pfarrbücher und eine Chronik an. Auch als Alpinist war er anzutreffen, unerschrocken erstieg er 1664 den 2536 m hohen Widderstein. Er wollte es angeblich genau wissen – es wurde doch tatsächlich behauptet, dass auf dem Gipfel Schiffsplanken der biblischen Arche Noah liegen sollen. Oben angekommen, reflektierte er mit einem großen Spiegel zum Zeichen seiner Anwesenheit die Sonnenstrahlen ortswärts. Auf Grund seiner neu errungenen Erkenntnisse verkündete er dann beim nächsten Gottesdienst in seiner Predigt folgende Worte: .. `Arche Noah? Alles lauter Blödsinn, die Leute dümmer als die Phantasie!´“

Gemäß der Geschichte der Volksschule Schröcken war dieser erste Pfarrer 1661 auch als erster Lehrer tätig. Er wird dort mit dem Namen Johann Sebastian Bickel wiedergegeben.
Laut Andreas Ulmer war Pfarrer Bickel ein „grob bäurischer“ und gelehrter Mann. Demnach scheint er sich auch als Dichter versucht zu haben. Bei der Erstbesteigung soll Pfarrer Bickel vom Gipfel herab mit einem großen Spiegel Signale zu einer Gruppe gegeben haben, die bei einer Kapelle versammelt war, so dass „viele Menschen ein großes portentum (= Wunder) zu sehen vermeinten“.